# Pianiste et Joueurs de dames
Pianiste et Joueurs de dames est un tableau réalisé par le peintre français Henri Matisse en 1924. Cette huile sur toile est une scène de genre qui représente un intérieur décoré à dominante rouge dans lequel une femme en robe jaune joue du piano tandis que dans son dos deux garçons en tenue rayée s'affrontent aux dames sur une table. L'œuvre est conservée depuis 1985 à la National Gallery of Art, à Washington, aux États-Unis.